# Группа Фогельстад
Группа Фогельстад (швед. Fogelstadgruppen, также Tidevarvsgruppen) — группа из пяти шведских женщин, занимавшаяся политикой и общественной деятельностью.

## История

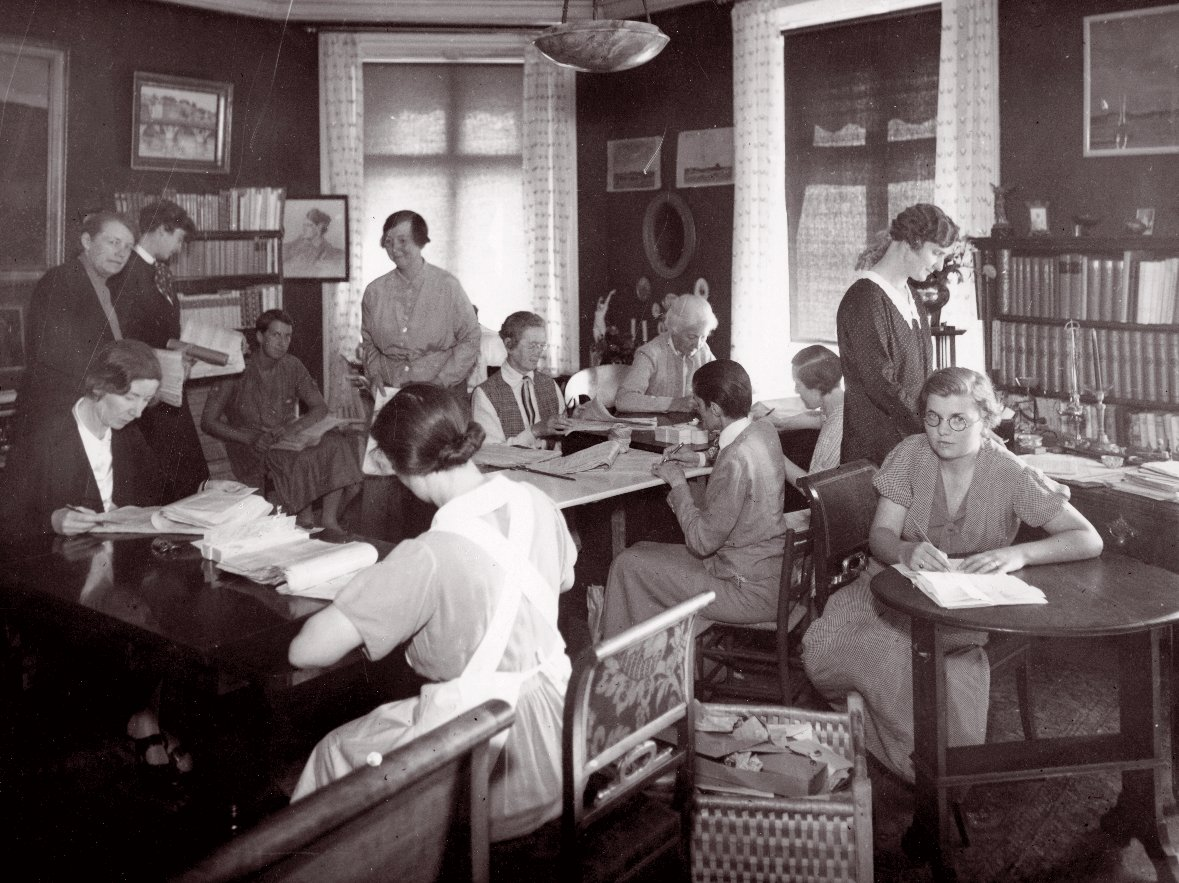
В редакции журнала Tidevarvet, 1935 год

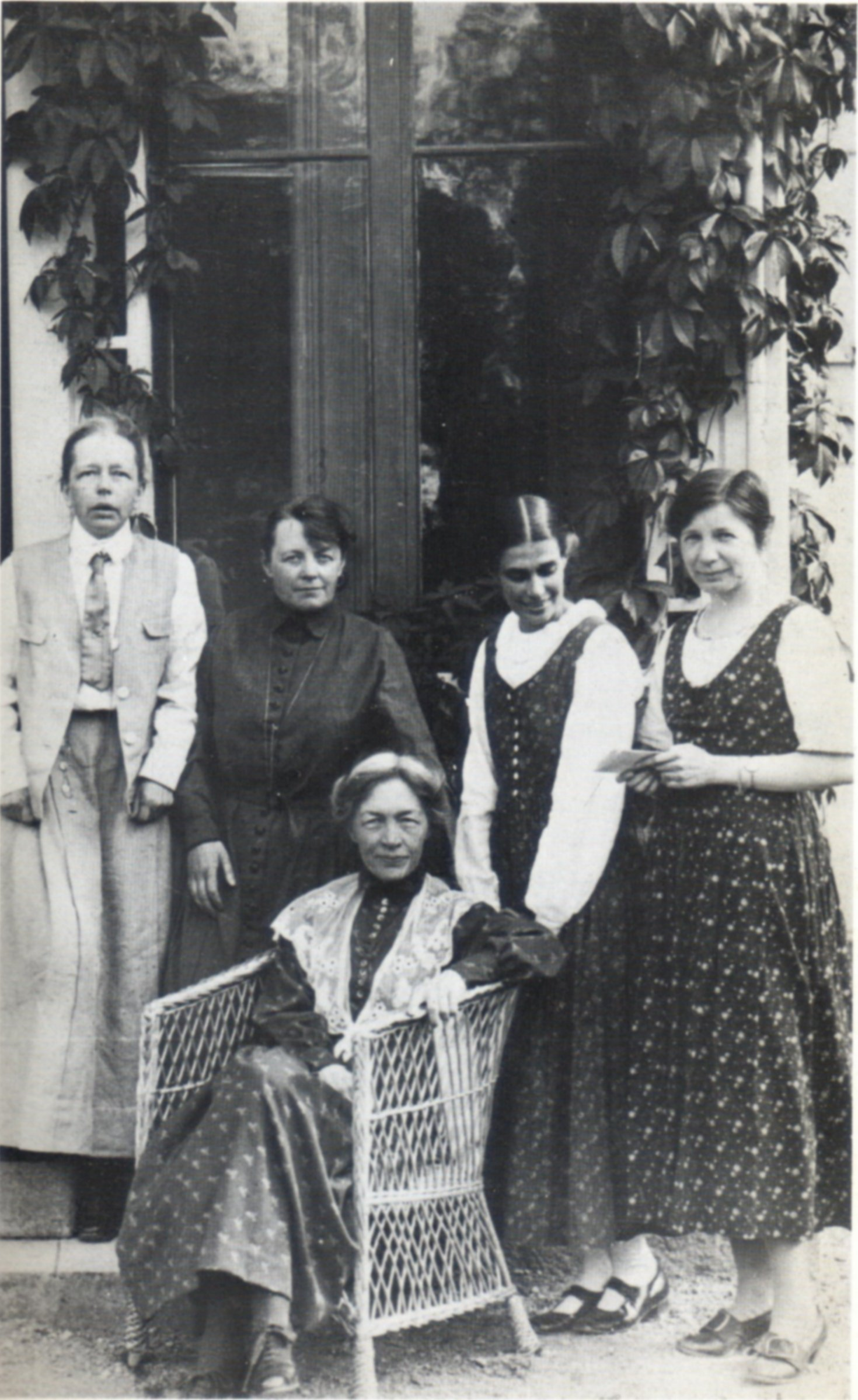
Группа Фогельстад, 1920-е годы.
Слева направо: Элизабет Тамм, Ада Нильссон, Хонорин Хермелин и Элин Вагнер; сидит Керстин Хессельгрен.

Группа была образована в поместье Фогельстад в 1921 году Элизабет Тамм, Адой Нильссон, Хонориной Хермелин, Керстин Хессельгрен и Элин Вегнер.
Главным практическим вкладом группы было создание Школы для женщин в Фогельстаде (Kvinnliga medborgarskolan vid Fogelstad) и выпуск еженедельного журнала Tidevarvet, существовавшего с ноября 1923 года по декабрь 1936 года. Его главным редактором была Эллен Хаген. Первый номер вышел в ноябре 1923 года. Закрыт журнал был по причине отсутствия необходимых финансов для его существования.
Группа Фогельстад была членом Национального союза Фризиннаде (Frisinnade kvinnors riksförbund, с 1931 года — Шведская женская левая ассоциация (Svenska Kvinnors Vänsterförbund)).